# Салиба (язык)
Салиба (Sáliba, Sáliva) — индейский язык, относящийся к пиароа-салибской языковой семье, на котором говорят на реках Касанаре и Мета в Колумбии и в департаменте Седоньо в Венесуэле. Большинство носителей языка в Венесуэле перешли на испанский язык.